# Kandráčovci
Kandráčovci, původním názvem Ľudová hudba Ondreja Kandráča, je východoslovenský hudební soubor, který v roce 2004 založil primáš Ondrej Kandráč z Krásné Lúky. Hrají především lidové písně (kromě slovenštiny i v rusínštině), ale v menší míře i vlastní tvorbu. Jako dosud jediní získali na Slovensku platinovou desku za lidovou hudbu, a to celkem čtyřikrát.

## Složení
- Ondrej Kandráč – housle
- Martin Leško – kontrabas
- Milan Maťaš – akordeon
- Ľubomír Šebej – cimbál a kytara
- Ľuboš Dvorščák - Bicí souprava, Perkuse
- Ján Lazorík - Saxofon

## Diskografie
- Písně mého srdce 1 (2003)
- A čija to chyža (2004)
- Sinu muj, sinu muj... (2005)
- Písně mého srdce 2 (2005)
- Čorny oči jak teren (2007)
- Na Jastrebskej ozimine (2007)
- Písně mého srdce 3 (2008)
- Vesela'm mamočko (2008)
- Jakubjansky hory... (2008)
- Pacerki (2008)
- V tym Bvažovi... (2009)
- Oj, zabava... (2009)
- Zašpivajme sobi (2010)
- Moje naj ... (2010)
- Najkrajšie koledy (2010)
- Dva duby (2012)
- 10 rokov s Vami (2014)
- Sokoly (2016)